# Pfälzer Mundartdichter
Die Pfälzer Mundartdichter, von denen es eine Namensliste gibt, befassen sich in literarischen Sparten wie Lyrik, Prosa oder Schauspiel mit den pfälzischen Dialekten und bewirken so die Dokumentation, Pflege und Weiterentwicklung der Mundart und ihrer einzelnen Idiome. Dies tun sie im gesamten Bereich, in dem die Pfälzer Mundart heimisch ist, also über die politischen Grenzen der Pfalz hinaus auch im rheinfränkischen Teil des Saarlandes, im pfälzischsprachigen Süden Rheinhessens und Hessens sowie im badischen Teil der historischen Kurpfalz.

## Mundartdichter
Die Pfälzer Mundart lebt, wie andere Mundarten auch, in erster Linie vom gesprochenen Wort. Geschriebene Mundart, die als Belletristik einzustufen wäre, gibt es zwar, doch ist sie relativ selten und folgt keinen festgelegten Orthographieregeln. Deshalb treten Pfälzer Mundartdichter nicht eben häufig als Schriftsteller auf, wobei es Ausnahmen gibt wie beispielsweise Paul Tremmel. Zudem werden Mundartbücher in Ermangelung spezialisierter Verlage oft im Eigenverlag herausgegeben. Aus diesen Gründen resultiert die Bedeutung der Pfälzer Mundartdichter meist aus ihren durch mündlichen Vortrag erzielten Erfolgen bei den großen Mundartwettbewerben.

## Mundartwettbewerbe und erfolgreiche Teilnehmer
Vier pfälzische Mundartwettbewerbe finden regelmäßig statt und verzeichnen jeweils bis gegen 200 Bewerber: der Pfälzische Mundartdichterwettstreit (seit 1953) in Bockenheim, der Mundartwettbewerb Dannstadter Höhe (seit 1988) in Dannstadt, der Mundartdichter-Wettstreit Gonbach (von 1984 bis 2011) in der namensgebenden Gemeinde und der Sickinger Mundartdichter-Wettstreit (seit 1991), den die Verbandsgemeinde Wallhalben ausschreibt und der in der verbandsangehörigen Gemeinde Herschberg ausgetragen wird. Bei diesen Wettbewerben bewerten unabhängige Juroren die vorgestellten Mundartwerke und vergeben Preise.
Bislang konnte noch kein Teilnehmer bei allen vier Wettbewerben mindestens einmal den 1. Platz belegen. Lediglich vier Teilnehmer – Helga Schneider, Albert H. Keil, Heinrich Kraus und Hanns Stark – waren schon an drei der vier Austragungsorte erfolgreich. Die meisten 1. Plätze – 14 – hat bis 2013 Helga Schneider gewonnen. Bei manchen Dichtern fällt auf, dass ihre Erfolge (nahezu) ausschließlich auf einen bestimmten Wettbewerb konzentriert sind.
Die folgende Tabelle listet diejenigen Personen auf, die insgesamt mindestens drei 1. Plätze erreicht haben. Dieser Umstand und die geringe Personenzahl – seit 1953 nicht einmal zwei Dutzend – sprechen für die Bedeutung der Aufgelisteten auf dem Gebiet der Pfälzer Mundartdichtung.
Weil in der Tabelle die Teilnehmer fehlen, die bei ein und demselben Wettbewerb zweimal und sonst bei keinem anderen erfolgreich waren, sind die vier Wettbewerbsspalten B (Pfälzischer Mundartdichterwettstreit Bockenheim), D (Mundartwettbewerb Dannstadter Höhe), G (Mundartdichter-Wettstreit Gonbach) und S (Sickinger Mundartdichter-Wettstreit) nicht sortierbar. Sortiert werden kann dagegen nach folgenden Spalten:
- Rang
- Zuname
- 1. Plätze insgesamt
- an … der vier Austragungsorte

| Rang | Vorname       | Zuname      | 1. Plätze insgesamt | an … der vier Austragungsorte | B | D | G | S |
| ---- | ------------- | ----------- | ------------------- | ----------------------------- | - | - | - | - |
| 1    | Helga         | Schneider   | 14                  | 3                             | 1 | 9 |   | 4 |
| 2    | Gerd          | Runck †     | 9                   | 2                             | 4 | 5 |   |   |
| 2    | Norbert       | Schneider   | 9                   | 2                             | 1 | 8 |   |   |
| 4    | Manfred       | Dechert     | 8                   | 2                             | 5 |   |   | 3 |
| 5    | Hans Jürgen   | Schweizer   | 6                   | 1                             |   |   | 6 |   |
| 5    | Hermann Josef | Settelmeyer | 6                   | 1                             |   | 6 |   |   |
| 7    | Albert        | Bleyer †    | 5                   | 1                             | 5 |   |   |   |
| 7    | Rolf          | Büssecker   | 5                   | 1                             |   |   | 5 |   |
| 7    | Anton         | Meißner †   | 5                   | 1                             |   | 5 |   |   |
| 10   | Albert H.     | Keil †      | 4                   | 3                             |   | 1 | 2 | 1 |
| 10   | Waltraud      | Meißner     | 4                   | 2                             |   | 1 | 3 |   |
| 10   | Toni          | Ostermayer  | 4                   | 1                             |   | 4 |   |   |
| 13   | Wilfried      | Berger †    | 3                   | 2                             | 1 | 2 |   |   |
| 13   | Guido         | Defland     | 3                   | 2                             | 1 |   |   | 2 |
| 13   | Renate        | Demuth      | 3                   | 2                             |   | 1 |   | 2 |
| 13   | Johann „Jean“ | Dexheimer † | 3                   | 2                             |   |   | 1 | 2 |
| 13   | Heinrich      | Kraus †     | 3                   | 3                             | 1 | 1 |   | 1 |
| 13   | Hanns         | Stark       | 3                   | 3                             | 1 |   | 1 | 1 |

## Gruppierungen und Foren
Regionale Zusammenschlüsse wie das Literaturwerk Rheinland-Pfalz-Saar (primär hochdeutsch orientiert, früher „Förderkreis deutscher Schriftsteller in Rheinland-Pfalz“), der Literarische Verein der Pfalz (hochdeutsch und pfälzisch), der Förderkreis Mundart Bockenheim (pfälzisch) oder die Bosener Gruppe (rheinfränkisch/moselfränkisch) fungieren als Austauschforum und Interessenvertretung. Die seit den 1970er Jahren alljährlich im Mai stattfindenden Bockenheimer Mundarttage erlangten Bedeutung durch öffentliche Veranstaltungen, bei denen Dialektologen über Mundarten referierten und darüber auf dem Podium diskutierten; die Podiumsdiskussionen wurden unter dem Namen „Pälzer Dischbediere“ (Pfälzer Disputieren) bekannt.